# Survivor: Таиланд
Survivor: Thailand — пятый сезон американского реалити-шоу Survivor, который снимался летом 2002 года и был показан по телеканалу CBS с сентября по декабрь 2002 года. Съемки проходили на тайском острове Ко Тарутао. Участники были разделены на 2 племени — Чуай Ган (по-тайски — «помогать ближнему») и Сук Чжай (по-тайски — «счастливое сердце»). Позднее они объединились в одно племя Чуай Чжай (смешанное название первоначальных племен). В финальном эпизоде победителем стал продавец подержанных автомобилей Брайан Хейдик, победивший ресторатора Клэя Джордана со счетом 4-3.

## Интересные факты
- Впервые участники были распределены по племенам не продюсерами, а самими участниками. Двум старейшим участникам — Джейку Биллингсли и Джен Джентри — было позволено выбрать состав племен.
- На четырнадцатый день шоу всем участникам дали возможность перейти из своего племени в другое. Однако на этот шаг никто не решился.
- Главной неожиданностью сезона стало «фальшивое объединение племен». Когда в игре осталось 10 человек (обычно при этом количестве племена объединяются), участникам сказали переехать на новый пляж, где им был устроен фуршет. Все решили, что это объединение, а одна из участниц — Ши Анн Хуанг — открыто перешла на сторону чужого племени. Однако на следующем состязании обнаружилось, что племена не объединились, а просто будут жить на одном пляже. Это нанесло многим серьёзный удар, особенно Ши Анн, которую племя исключило из игры на совете после поражения в состязании за иммунитет.
- Победитель сезона Брайан Хейдик раньше работал порноактером.

## Участники
| Участник                                                   | Первоначальное племя | Объединённое племя | Выбыл                                      | Всего голосов |
| ---------------------------------------------------------- | -------------------- | ------------------ | ------------------------------------------ | ------------- |
| Брайан Хейдик 34, Продавец подержанных автомобилей         | Чуай Ган             | Чуай Чжай          | Победитель                                 | 0             |
| Гандия Джонсон 33, Корпоративный секретарь                 | Чуай Ган             |                    | Выбыла четвёртой День 12                   | 5             |
| Джед Хильдебранд 25, Студент стоматологического факультета | Сук Чжай             |                    | Выбыл третьим День 9                       | 5             |
| Джейк Биллингсли 60, Земельный брокер                      | Сук Чжай             | Чуай Чжай          | Выбыл одиннадцатым 4-й член жюри День 33   | 7             |
| Джен Джентри 53, Учитель                                   | Чуай Ган             | Чуай Чжай          | Выбыла четырнадцатой 7-й член жюри День 38 | 5             |
| Джон Рэймонд 40, Пастор                                    | Чуай Ган             |                    | Выбыл первым День 3                        | 6             |
| Кен Стаффорд 30, Полицейский                               | Сук Чжай             | Чуай Чжай          | Выбыл девятым 2-й член жюри День 27        | 6             |
| Клэй Джордан 46, Ресторатор                                | Чуай Ган             | Чуай Чжай          | Финалист                                   | 3             |
| Пенни Рэмси 27, Менеджер по продажам                       | Сук Чжай             | Чуай Чжай          | Выбыла десятой 3-й член жюри День 30       | 5             |
| Робб Збачник 23, Бармен                                    | Сук Чжай             |                    | Выбыл шестым День 18                       | 5             |
| Стефани Дилл 29, Пожарный                                  | Сук Чжай             |                    | Выбыла пятой День 15                       | 5             |
| Таня Вэнс 27, Социальный работник                          | Чуай Ган             |                    | Выбыла второй День 6                       | 5             |
| Тед Роджерс 37,Разработчик программного обеспечения        | Чуай Ган             | Чуай Чжай          | Выбыл двенадцатым 5-й член жюри День 36    | 7             |
| Хелен Гловер 47, Армейский тренер по плаванию              | Чуай Ган             | Чуай Чжай          | Выбыла тринадцатой 6-й член жюри День 37   | 5             |
| Ши Анн Хуанг 28, Рекрутер                                  | Сук Чжай             |                    | Выбыла седьмой День 21                     | 10            |
| Эрин Коллинз 26, Агент по недвижимости                     | Сук Чжай             |                    | Выбыла восьмой 1-й член жюри День 24       | 3             |

## История голосования
|            | Первоначальные племена | Первоначальные племена | Первоначальные племена | Первоначальные племена | Первоначальные племена | Первоначальные племена | Первоначальные племена | Первоначальные племена | Объединенное племя | Объединенное племя | Объединенное племя | Объединенное племя | Объединенное племя | Объединенное племя | Объединенное племя | Объединенное племя | Объединенное племя |
| ---------- | ---------------------- | ---------------------- | ---------------------- | ---------------------- | ---------------------- | ---------------------- | ---------------------- | ---------------------- | ------------------ | ------------------ | ------------------ | ------------------ | ------------------ | ------------------ | ------------------ | ------------------ | ------------------ |
| # эпизода: | 1                      | 2                      | 3                      | 4                      | 5                      | 6                      | 7                      | 8                      | 9                  | 10                 | 11                 | 12                 | Финал              | Финал              | Финал              | Финал              |                    |
| Исключен:  | Джон 6/8 голосов       | Таня 5/7 голосов       | Джед 5/8 голосов       | Гандия 4/6 голосов     | Стефани 5/7 голосов    | Робб 5/6 голосов       | Ши Анн 4/5 голосов     | Эрин 3/4 голосов       | Кен 5/8 голосов    | Пенни 4/7 голосов  | Джейк 5/6 голосов  | Тед 4/5 голосов    | Хелен 3/4 голосов  | Джен 1/1 голос     | Клэй 3/7 голосов   | Брайан 4/7 голосов |                    |
|            |                        |                        |                        |                        |                        |                        |                        |                        |                    |                    |                    |                    |                    |                    |                    |                    |                    |
| Брайан     | Джон                   | Таня                   |                        | Гандия                 |                        |                        |                        |                        | Кен                | Пенни              | Джейк              | Тед                | Хелен              | Джен               | Победитель         | Победитель         |                    |
| Гандия     | Джон                   | Хелен                  |                        | Клэй                   |                        |                        |                        |                        |                    |                    |                    |                    |                    |                    |                    |                    |                    |
| Джен       | Джон                   | Таня                   |                        | Клэй                   |                        |                        |                        |                        | Кен                | Пенни              | Джейк              | Тед                | Хелен              |                    |                    | Брайан             |                    |
| Джон       | Гандия                 |                        |                        |                        |                        |                        |                        |                        |                    |                    |                    |                    |                    |                    |                    |                    |                    |
| Клэй       | Джон                   | Таня                   |                        | Гандия                 |                        |                        |                        |                        | Кен                | Джейк              | Джейк              | Тед                | Хелен              |                    | Финалист           | Финалист           |                    |
| Таня       | Джон                   | Хелен                  |                        |                        |                        |                        |                        |                        |                    |                    |                    |                    |                    |                    |                    |                    |                    |
| Тед        | Джон                   | Таня                   |                        | Гандия                 |                        |                        |                        |                        | Кен                | Пенни              | Джейк              | Джен               |                    |                    |                    | Брайан             |                    |
| Хелен      | Клэй                   | Таня                   |                        | Гандия                 |                        |                        |                        |                        | Кен                | Пенни              | Джейк              | Тед                | Джен               |                    |                    | Брайан             |                    |
| Джед       |                        |                        | Ши Анн                 |                        |                        |                        |                        |                        |                    |                    |                    |                    |                    |                    |                    |                    |                    |
| Джейк      |                        |                        | Джед                   |                        | Стефани                | Робб                   | Ши Анн                 | Эрин                   | Тед                | Джен               | Джен               |                    |                    |                    |                    | Брайан             |                    |
| Кен        |                        |                        | Джед                   |                        | Стефани                | Робб                   | Ши Анн                 | Эрин                   | Тед                |                    |                    |                    |                    |                    | Клэй               |                    |                    |
| Пенни      |                        |                        | Джед                   |                        | Стефани                | Робб                   | Ши Анн                 | Эрин                   | Тед                | Джейк              |                    |                    |                    |                    | Клэй               |                    |                    |
| Робб       |                        |                        | Ши Анн                 |                        | Ши Анн                 | Ши Анн                 |                        |                        |                    |                    |                    |                    |                    |                    |                    |                    |                    |
| Стефани    |                        |                        | Ши Анн                 |                        | Ши Анн                 |                        |                        |                        |                    |                    |                    |                    |                    |                    |                    |                    |                    |
| Ши Анн     |                        |                        | Джед                   |                        | Стефани                | Робб                   | Пенни                  |                        |                    |                    |                    |                    |                    |                    |                    |                    |                    |
| Эрин       |                        |                        | Джед                   |                        | Стефани                | Робб                   | Ши Анн                 | Кен                    |                    |                    |                    |                    |                    |                    | Клэй               |                    |                    |